# Al-Akhtal
Ghiyāth ibn Ghawth Al-Akhtal (în arabă: غياث بن غوث التغلبي) (c. 640 - 710) a fost unul dintre cei mai mari poeți arabi din perioada Omeiazilor (supranumit cântărețul Omeiazilor).
Continuator al unei îndelungate tradiții arabe, a scris versuri panegirice, satirice, cântece bahice și cinegetice. Al-Akhtal a fost creștin.